# Усі жінки — відьми (комікс)
Комікси «Усі жінки — відьми» — офіційне продовження популярного серіалу «Усі жінки — відьми» мережі WB. Після завершення зйомок телесеріалу Пол Рудітіс запропонував випускати за його мотивами комікси. Комікси розвивають сюжетну лінію серіалу. 1 випуск 9 сезону вийшов 16 червня 2010 року, фінальний 24 випуск випущений 3 жовтня 2012 року. 1 випуск 10 сезону був представлений 8 жовтня 2014 року на фестивалі «Comic Con» в Нью-Йорку.

## Історія
Історія про Чародійок починається приблизно через 18 місяців після останнього епізоду телесеріалу («Чародійки назавжди»). Кожна з сестер одружена і має дітей. У Пайпер, крім Ваєта і Кріса, є дочка Мелінда. Вона відкриває свій ресторан, Фібі народила дочку від Купа, яку вони назвали на честь старшої сестри Прю. Фібі ось-ось має вийти на роботу. У Пейдж дівчата-близнючки і хлопчик Генрі Мітчел-молодший. Вона за сумісництвом допомагає Лео, який став директором Школи Магії.
З появою нових турбот сестри майже забули про свою магічну сутність. А демони Ніна і Гоґан намагаються воскресити Джерело. Вони вбивають Брітні, першу невинну Чародійку, яку вони врятували від Джавни. Сестри бачать, що вона постаріла до невпізнання. Пейдж намагається допомати важкому підлітку, який став відьмаком, і пояснює йому, що у відьми є всього 48 годин для вибору. Але Пейдж у цей час кличуть сестри, а Ніна і Гоґан, користуючись моментом, вбивають невинного.
Тим часом, намагаючись дізнатися причину смерті Брітні, Фібі отримує передбачення, де ясно показано, що всі невинні, врятовані Чародійками за 9 років, можуть загинути.

## 9 сезон (2010—2012)
В 9 сезоні відбувається багато речей. Ми познайомимося ближче з персонажем Купа, також дізнаємося, як діти Чародійок починають використовувати свої сили. Повертаються герої, такі як Коул Тернер та Дерріл Морріс, та інші епізодичні персонажі. І довгоочікувана фанатами — Прю Галлівелл.

### Усі жінки— відьми. Першеджерело (The Sourcebook)
- Номер випуску: 0
- Дата виходу: 16 червня 2010 року

Номер «0» — це перший номер із серії коміксів «Усі жінки — відьми». Цей комікс є ввідним і розповідає про Всесвіт Чародійок, як влаштований їх світ і, що відбувалося в 1-8 сезонах серіалу. У випуску описуються різні місця, об'єкти і герої, які так чи інакше вплинули на долю «Чародійок» і мали велике значення у сюжеті. Випуск розрахований на читачів, які не посвячені в події і сюжет серіалу. Сторінки коміксу виглядають, як сторінки з «Книги Темряви».

### Зачаровані життя (Charmed Lives)
- Номер випуску: 1
- Дата виходу: 21 липня 2010 року

Дія починається через 18 місяців після закінчення 8 сезону серіалу «Усі жінки — відьми», в 2008 році. Весь цей час Чародійки не боролися з демонами. Вони могли зайнятися своїми сім'ями. Фібі і Куп виховують свою дочку, Пі Джей (Пруденс Джоанну). Пейдж і Генрі виховують дівчаток-близнючок, Тамору і Кет. Пайпер і Лео, крім Ваєта і Кріса, також виховують дочку, Мелінду. Та щастя Чародійок повинно незабаром закінчитися. В барі «Luscious», Ніна і Гоґан чекають Візла, який надає їм певну мапу. Ніна позбавляється Янгола Долі, надіславши його кудись за допомогою порталу часу і вбиває Візла. Між тим учениця Джеслін каже, Пейдж, що розповідь про «Книгу Темряви» це нудно. І дівчина читає заклинання і викликає демона. Маленька Прю вперше використовує свої здібності — телепортації. Коли Фібі приходить в редакцію, дитина перемішує її назад додому. Пайпер готує разом з маленькою Меліндою, піддається нападу чарівних бобів, це Мелінда починає використовувати свою силу. Між тим, Ніна і Гоґан за допомогою мапи бродять по печері. Зрештою, досягають своєї мети в підземному світі…

### Відьми без відпочинку (No Rest for the Wicca)
- Номер випуску: 2
- Дата виходу: 1 вересня 2010 року

В підземному світі, Ніна і Гоґан намагаються набрати сили, щоб дізнатися кому належить таємничий голос. Голос дає їм завдання. Тим часом, Пайпер і Фібі йдуть на похорон Брітані, своєї першої невинної, яку вони врятували разом з Прю (1x02). Коли Фібі торкається труни, в неї з'являється передбачення. Виявляється, що Брітані, виглядає так, як тоді коли демон Джавна відібрав її молодість. Пайпер лютує. За останні вісімнадцять місяців, сестри могли займатися своїми дітьми і чоловіками. Пайпер мріє про відкриття ресторану. А тепер демони знову атакують. Але Фібі розмірковує про інше рішення. Сестри нічого не можуть зрозуміти, однак у «Книзі Темряви» є інформація, що жертви Джавни після смерті знову старіють. Тим часом Пейдж розповідає новому підопічному Бренту, що він відьмак. Він не хоче в це вірити. Він думає, що він демон. Він хоче напасти на вчителя, але Пейдж сферить його назад. Вона пояснює йому магічні правила. Брент просить часу. Пейдж каже йому, щоб він просто назвав ïï iм'я i вона з'явиться. Тим часом в Фібі з'являється потужнє передбачення, протягом якого вона літає. В ньому вона бачить, що всім невинним яких врятували Чародійки загрожує велика небезпека. Тим часом Ніна i Гоґан стискаються з Брентом. Незабаром після цьому вони вбивають його…

### Втрата невинних (Innocents Lost)
- Номер випуску: 3
- Дата виходу: 6 листопада 2010 року

Хтось або щось викрадає невинних, яких колись
врятували Чародійки. Пайпер, Фібі і Пейдж вирішують всерйоз зайнятися розслідуванням цієї справи. Виявляється, що хтось з Підземного світу хоче повернути з Чистилища старого ворога, Чародійок для
знищення, якого у сестер
Галлівел може не вистачити сил.

### Смертельні вороги (Mortal Enemies)
- Номер випуску: 4
- Дата виходу: 15 грудня 2010 року

Щоб врятувати викрадених невинних, сестри Галлівел приводять їх до будинку. Чародійки ще не знають, що Джерело повернулося. Воно вимовляє заклинання, яке налаштовує всіх невинних, яких врятували Чародійки проти Сили Трьох. Але сестри все-таки дізнаються, що Джерело повернулося з Чистилища, щоб помститися відьмам за свою смерть.

### Неприродні ресурси (Unnatural Resources)
- Номер випуску: 5
- Дата виходу: 19 січня 2011 року

Чародійки зіткнулися з Найдавнішою армією Зла. І це напередодні дня відкриття ресторану Пайпер. Пайпер, Фібі і Пейдж кидають їм виклик, самі не знаючи, що Армія Зла може зруйнувати їх сім'ю…

### Мораль кусається… знову (Morality Bites… Back)
- Номер випуску: 6
- Дата виходу: 16 лютого 2011 року

Дев'ять років тому, Фібі бачила, що її публічно спалять на вогнищі 26 лютого 2009 року за вбивство виправданого вбивці її хлопця. Ця дата наближається. Фібі усіма
силами намагається зберегти життя свого хлопця. Хоча можливо її не стратять, адже в тому передбаченні Прю була жива.

### Спадкоємець тут (The Heir Up There)
- Номер випуску: 7
- Дата виходу: 2 березня 2011 року

Пайпер схвильована. Її дочка отримала здатность сферитись і сферити предмети, як тітка Пейдж. Пайпер пропонує зв'язати її сили, інакше вона приверне увагу демонів. Лео вирушає до Старійшин за порадою і отримує її. Ухвалення цього рішення може сильно вплинути на долю Пайпер і Лео. Тим часом Ніна стає Морокункою. Вона йде в будинок Чародійок, щоб забрати їх сили.

### О, Генрі (Oh, Henry)
- Номер випуску: 8
- Дата виходу: 16 березня 2011 року

Безхатьки стають жертвами Темных Морокунів під час їх боротьби зі Світлими Хранителями. Нарешті Чародійки розсекретили Ніну. Сестри хочуть перемогти її, однак їх сил може виявитися недостатньо. У випуску розповідається про усиновлення Пейдж Генрі-молодшого.

### Відчайдушні пошуки Пайпер (Desperately Seeking Piper)
- Номер випуску: 9
- Дата виходу: 25 травня 2011 року

Пайпер зникла. Старійшини у відчаї. Саме тоді Велика сила починає діяти. Ніхто не знає, як її зупинити. Лео вирішує показати Чародійкам як зароджувалися магія, Добро та Зло. Можливо, це допоможе їм перемогти у битві.

### Три безпорадні відьми (Three Little Wiccans)
- Номер випуску: 10
- Дата виходу: 8 червня 2011 року

Сила Трьох руйнується. Пейдж і Фібі намагаються заспокоїти сім'ю та почати знову боротися зі Злом. Але Велика сила віддаляє сестер одну від одної. Повернути Пайпер, можливо, не вдасться.

### Останнє зусилля відьми (Last Witch Effort)
- Номер випуску: 11
- Дата виходу: 22 червня 2011 року

Щоб перемогти Велику силу і повернути Пайпер необхідно переміститися на Астральну площину, де немає часу і простору. Щоб у черговий раз відродити Силу трьох, сестрам доведеться вступити в серйозну битву з Великою силою.

### Чародійки наступають (The Charmed Offensive)
- Номер випуску: 12
- Дата виходу: 6 липня 2011 року

Сестри Галлівелл разом з Лео мають запеклий поєдинок на Небі, щоб врятувати Землю від Зла і захопити Підземний Світ. Передумови для цієї битви існували задовго до того, як сестри стали Чародійками. Якщо їм вдасться перемогти, то Добро переможе, якщо ні, то Пайпер, Фібі та Пейдж, а також все, що з ними пов'язане зникнуть назавжди.

### Місце Пайпер (Piper's Place)
- Номер випуску: 13
- Дата виходу: 31 серпня 2011 року

Пайпер досягла успіху, про її ресторан говорить весь Сан-Франциско, але вона не знає як поєднувати бізнес, магію та сім'ю. Через це все йде шкереберть.

### Муки Купідона (Cupid's Harrow)
- Номер випуску: 14
- Дата виходу: 28 вересня 2011 року

Купідон вперше зустрічається з колишнім чоловіком Фібі Коулом. Щоб допомогти колишньому коханому, Фібі досліджує його минуле, не підозрюючи, що вона може розбудити давні сили. Коул тим часом хоче, щоб Фібі повернулася до нього.

### Палій там, де дим (Where There's Smoke There's a Firestarter)
- Номер випуску: 15
- Дата виходу: 26 жовтня 2011 року

Будинок Пейдж згоряє вщент через таємничий вогонь. Причиною підпалу може бути Палій, але насправді все не так просто. Чи зможуть Чародійки протистояти черговій загрозі з минулого, чи стануть винуватцями останньої зміни у їхньому житті? Таємниця, яку приховує Пайпер, не тільки містить відповідь на питання Пейдж, але може призвести до нових проблем.

### Небеса можуть зачекати (The Heavens can wait)
- Номер випуску: 16
- Дата виходу: 30 листопада 2011 року

Чародійки займаються пошуками  відповіді на запитання Лео, яке мучить його вже кілька місяців. Їм потрібно буде призвати всі сили, щоб захиститися від небезпек, що чекають на них. Тим часом Коул робить важливий крок у своїй подорожі.

### Родина вщент (Family Shatters)
- Номер випуску: 17
- Дата виходу: 28 грудня 2011 року

Здавалося б, безневинна зустріч, але вона може мати катастрофічні наслідки для Чародійок, адже це заключна частина плану Реннека. Хоча Лео йде слідом за своїм старим другом, Пайпер, Фібі та Пейдж мають зустрітися з гостем з минулого, який може знищити їхнє майбутнє.

## 10 сезон (2014— 2016)

### Колишнім тут не місце (No Country for Old Ones)
- Номер випуску: 1
- Дата виходу:

Сила Трьох, нарешті, повертається в офіційному продовженні серії Zenescope!
Коли древнє зло всіх часів націлене на Чародійок, вони повинні будуть покликати все чарівне співтовариство… включаючи їх відчужену сестру Прю і колишнього демона Коула… на допомогу. Але чи буде цього достатньо, щоб Стародавній вирішив, що не варто стрибати вище голови?

### Шкідливе чаклунство (Magically Malicious)
- Номер випуску: 2
- Дата виходу:

Демони низького рівня
ніколи не були загрозою
для Чародійок… до цього моменту. Коли Фріц і Вален, пара демонів, які таємно спостерігали за сестрами, отримали в свої руки зброю, що здатна знищити душі, сестри Галлівел зіткнуться зі своїми найнебезпечнішими ворогами. У випуску також будуть Лепрекони!

### Переваги бути Світлоносцем / The Perks of Being a Whitelighter
- Номер випуску: 3
- Дата виходу:

Коли пара недолугих демонів спробує активізувати зброю, яка може означати кінець Чародійок, Пейдж бере нового підопічного. Але що вона робитиме, коли її остання учениця-відьма перетвориться на… купу кішок? Крім того, Янгол Смерті знову повернеться, але не так, як всі очікують… в тому числі і він сам.